# Abdellah Boubekeur
Pour les articles homonymes, voir Boubekeur.
Abdellah Boubekeur, né le 25 mars 1958, est un athlète algérien, spécialiste du lancer du marteau.

## Biographie
Il décroche la médaille d'argent des Jeux africains de 1978, derrière le Tunisien Youssef Ben Abid.
Il remporte la médaille d'or du lancer du marteau lors des premiers championnats d'Afrique, en 1979 à Dakar au Sénégal, avec la marque de 56,02 m.

### Palmarès
| Date | Compétition                | Lieu     | Résultat | Performance |
| ---- | -------------------------- | -------- | -------- | ----------- |
| 1978 | Jeux africains             | Alger    | 2e       | 54,74 m     |
| 1979 | Championnats d'Afrique     | Dakar    | 1er      | 56,02 m     |
| 1979 | Coupe du monde des nations | Montréal | 8e       | 51,66 m     |

### Records
| Épreuve           | Performance | Lieu | Date |
| ----------------- | ----------- | ---- | ---- |
| Lancer du marteau |             |      |      |